# Chirita caerulea
Chirita caerulea är en tvåhjärtbladig växtart som beskrevs av R. Brown. Chirita caerulea ingår i släktet Chirita och familjen Gesneriaceae. Inga underarter finns listade i Catalogue of Life.